# It’s Got Me Again!
«It’s Got Me Again!» — чёрно-белый короткометражный мультфильм производства Warner Bros.. Мультфильм также является частью мультсериала «Merrie Melodies».
Мультфильм был номинирован на премию «Оскар» 1932 года в категории «Лучший анимационный короткометражный фильм».

## Сюжет
Мыши веселятся в пустом доме, играя с музыкальными инструментами. Но вскоре на них обращает внимание кот и начинает гнаться за одним из мышат, загнав его в угол. Остальные мыши приходят на помощь и прогоняют кота.